# Andreas Helgstrand
Andreas Helgstrand (n. 2 octombrie 1977, Copenhaga, Danemarca) este un Jocheu ce a reprezentat Danemarca, medaliat olimpic. A participat la 2 ediții ale Jocurilor Olimpice (2004, 2008) în care a câștigat o medalie de bronz.